# Nao Bustamante
Nao Bustamante es una performer y artista multimedia Chicana, que trabaja en el Valle de San Joaquín en California. Su obra abarca la performance, la escultura, la instalación y el vídeo y explora temas como la etnia, la clase, el género, la performatividad y el cuerpo. Su trabajo se ha presentado en galerías, museos, universidades y diversos espacios en Asia, África, Europa, Nueva Zelanda, Australia, Canadá, México y los Estados Unidos. Ha colaborado con artistas como Coco Fusco o Osseus Labyrint. Actualmente se desempeña como profesora asociada y vicedecana de la Escuela de Arte y Diseño de la USC Roski. Anteriormente se desempeñó como profesora Asociada de Nuevos Medios y Artes Vivas en el Instituto Politécnico Rensselaer , en Troy, Nueva York. Su trabajo ha sido expuesto en el Instituto de arte Contemporáneo de Londres, en el Museo de Arte Moderno de Nueva York, en el festival de Sundance, y en el Museo de Kiasma de Helsinki. En 2007, Bustamante fue nombrada becaria de la Nueva York Foundation for the Arts.

## Educación y vida tempranas
Bustamante nació en California, donde estudió baile, hasta comenzar a hacer performance en la década de los 80's. Obtuvo un BFA/MA en el Instituto de Arte de San Francisco.